# Попов Петро Олександрович
Петро Олександрович Попов (14 березня 1984, с. Новопетрівське, Новоодеський район, Миколаївська область, Українська РСР — 15 лютого 2016, смт. Новотроїцьке, Волноваський район, Донецька область, Україна) — молодший сержант Збройних сил України, учасник війни на сході України (72-га окрема механізована бригада, помічник гранатометника).

## Життєпис
Загинув під час обстрілу з гранатомету поблизу смт. Новотроїцьке, Волноваського району, Донецької області. Разом з Петром загинули старшина Іван Бєляєв та сержант Олександр Кушнір.
По смерті залишилися матір, батько та брат.
Похований за місцем народження, у с. Новопетрівське.

## Нагороди
Указом Президента України № 291/2016 від 4 липня 2016 року «за особисту мужність і високий професіоналізм, виявлені у захисті державного суверенітету та територіальної цілісності України, вірність військовій присязі» нагороджений орденом «За мужність» III ступеня (посмертно).